# Mecânica dos fluidos

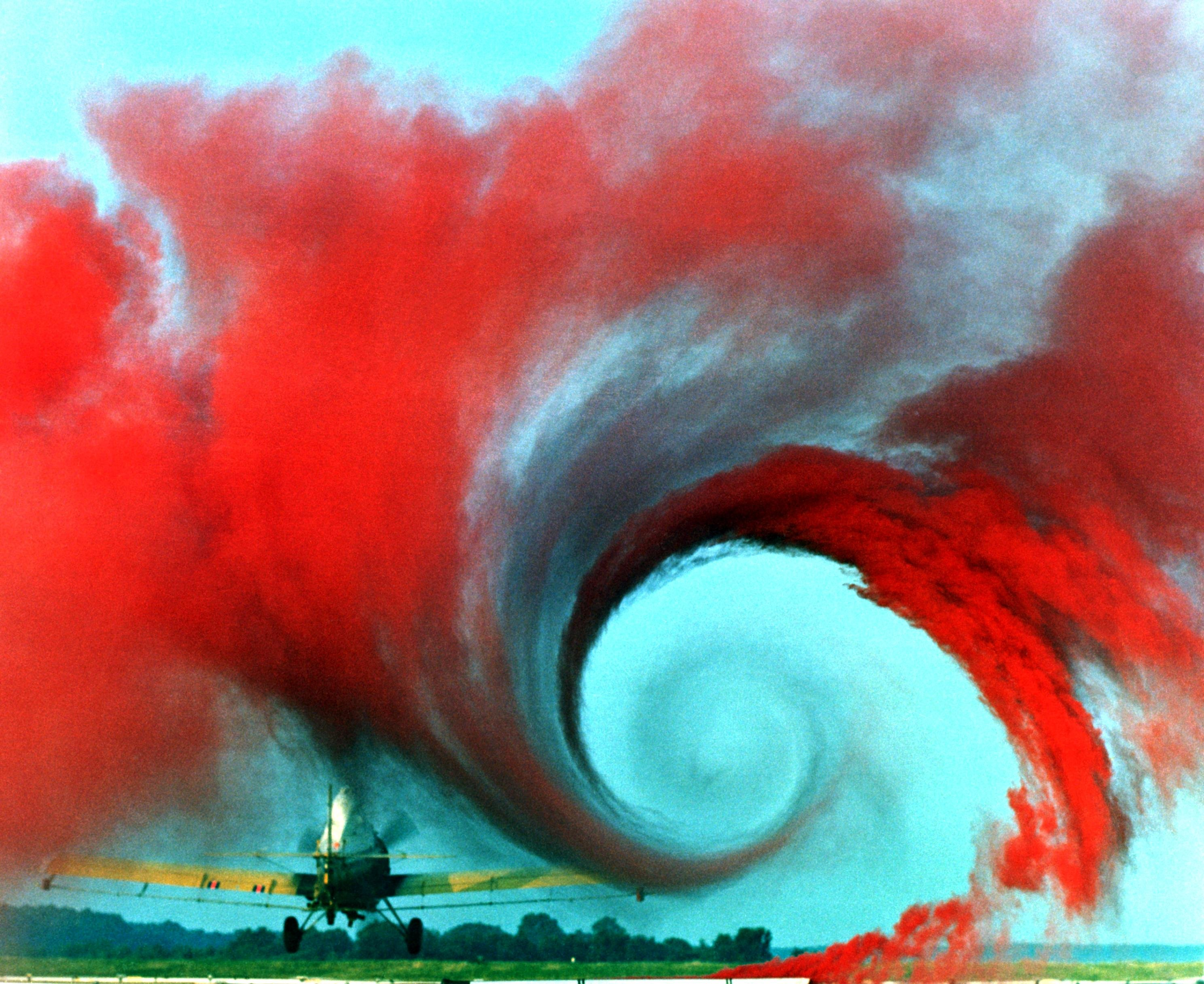
Espiral provocada por um avião a decolar, visível pelo impacto do ar, que desliza das suas asas, com um corante gasoso expelido do chão.

A mecânica dos fluidos é a parte da física que estuda o efeito de forças em fluidos. Os fluidos em equilíbrio estático são estudados pela hidrostática e os fluidos sujeitos a forças externas não nulas são estudados pela hidrodinâmica.

## Propriedades físicas dos fluidos hidráulicos
As propriedades dos fluidos hidráulicos relevantes para o estudo do escoamento dos fluidos são a massa volúmica, a tensão superficial, a viscosidade, e restantes propriedades reológicas.
| Mecânica do contínuo Estudo da física de materiais contínuos | Mecânica dos sólidos Estudo da física de materiais contínuos com uma forma de repouso definida.             | Elasticidade Descreve materiais que retornam à sua forma de repouso depois que as tensões aplicadas são removidas.      | Elasticidade Descreve materiais que retornam à sua forma de repouso depois que as tensões aplicadas são removidas. |
| Mecânica do contínuo Estudo da física de materiais contínuos | Mecânica dos sólidos Estudo da física de materiais contínuos com uma forma de repouso definida.             | Plasticidade Descreve materiais que se deformam permanentemente após uma tensão aplicada superar um determinado limite. | Reologia Estudo de materiais com características de sólido e fluido.                                               |
| Mecânica do contínuo Estudo da física de materiais contínuos | Mecânica dos fluidos Estudo da física de materiais contínuos que se deformam quando submetidos a uma força. | Fluidos não newtonianos não apresentam taxas de deformação proporcionais às tensões cisalhantes aplicadas.              | Reologia Estudo de materiais com características de sólido e fluido.                                               |
| Mecânica do contínuo Estudo da física de materiais contínuos | Mecânica dos fluidos Estudo da física de materiais contínuos que se deformam quando submetidos a uma força. | Fluidos newtonianos apresentam taxas de deformação proporcionais às tensões cisalhantes aplicadas.                      | |

## Cronologia[2][3][4][5][6]
| Cientista (ano)                                     | Obra                                                                        | Sobre |
| --------------------------------------------------- | --------------------------------------------------------------------------- | --- |
| Arquimedes (287–212 a.C.)                           | Sobre os corpos flutuantes                                                  | Estabeleceu os princípios básicos do empuxo e da flutuação |
| Marcos Vitrúvio Polião (90–20 a.C.)                 | Dez livros sobre arquitetura                                                | Descreve engenharias para a distribuição de água urbana |
| Sextus Juluis Frontinus (40 – 130)                  | De aquaeductu                                                               | Escreveu um tratado sobre os métodos romanos de distribuição de água |
| Leonardo da Vinci (1452 – 1519)                     |                                                                             | Expressou o princípio da continuidade de modo elementar; observou e fez análises de muitos escoamentos básicos e projetou algumas máquinas hidráulicas |
| Galileu Galilei (1562 – 1642)                       | De Motu Antiquiora                                                          | Estimulou indiretamente a experimentação em hidráulica; revisou o conceito aristotélico de vácuo |
| Simon Stevin (1548 – 1620)                          | De Beghinselen des Waterwichts                                              | Demonstrou experimentalmente que a pressão exercida por um fluido depende exclusivamente da sua altura |
| Evangelista Torricelli (1608 – 1647)                | Lezioni accademiche                                                         | Relacionou a altura barométrica com o peso da atmosfera e a forma do jato de líquido com as trajetórias relativas à queda livre |
| Blaise Pascal (1623 – 1662)                         | Traités de l’équilibre des liqueurs et de la pesanteur de la masse de l’air | Esclareceu totalmente o princípio de funcionamento do barômetro, da prensa hidráulica e da transmissibilidade de pressão |
| Isaac Newton (1642 – 1727)                          | Philosophiae Naturalis Principia Mathematica                                | Explorou vários aspectos da resistência aos escoamentos, a natureza das ondas e descobriu as contrações nos jatos |
| Henri de Pitot (1695 – 1771)                        |                                                                             | Construiu um dispositivo duplo tubo para indicar a velocidade nos escoamentos de água a partir da diferença de altura entre duas colunas de líquido |
| Daniel Bernoulli (1700 – 1782)                      |                                                                             | Fez muitas experiências e escreveu sobre o movimento dos fluidos (é de sua autoria o termo "hidrodinâmica"); organizou as técnicas manométricas de medidas e, adotando o princípio primitivo de conservação de energia, explicou o funcionamento destes dispositivos; propôs a propulsão a jato                          |
| Leonhard Euler (1707 – 1783)                        |                                                                             | Explicou o papel da pressão nos escoamentos; formulou as equações básicas do movimento e o chamado teorema de Bernoulli; introduziu o conceito de cavitação e descreveu os princípios de operação das máquinas centrífugas.                                                                                              |
| Jean le Rond d’Alembert (1717 – 1783)               |                                                                             | Introduziu as noções dos componentes da velocidade e aceleração, a expressão diferencial da continuidade e o paradoxo da resistência nula a movimento não uniforme em regime permanente |
| Antoine Chezy(1718 - 1798)                          |                                                                             | Formulou os parâmetros de similaridade para predizer as características do escoamento num canal a partir de medidas em outro canal |
| Giovanni Battista Venturi (1746 – 1822)             |                                                                             | Realizou testes de vários bocais, particularmente as contrações e expansões cônicas |
| Claude Louis Marie Henri Navier (1785 – 1836)       |                                                                             | Estendeu as equações do movimento para incluir as forças "moleculares" |
| Augustin-Louis Cauchy (1789 - 1857)                 |                                                                             | Contribuiu ao estudo da hidrodinâmica teórica e ao estudo dos movimentos das ondas |
| Gotthilf Heinrich Ludwig Hagen (1797 – 1884)        |                                                                             | Conduziu estudos originais sobre a resistência nos escoamentos e na transição entre escoamento laminar e turbulento |
| Jean Léonard Marie Poiseuille (1799 – 1869)         |                                                                             | Realizou testes precisos sobre a resistência nos escoamentos laminares em tubos capilares |
| Henri Philibert Gaspard Darcy (1803 – 1858)         |                                                                             | Estudou experimentalmente a resistência ao escoamento na filtração e o escoamento em tubos; iniciou os estudos sobre o escoamento em canal aberto (realizado por Bazin) |
| Julius Weisbach (1806 – 1871)                       |                                                                             | Incorporou a hidráulica nos tratados de Engenharia Mecânica utilizando resultados de experimentos originais. Descreveu vários escoamentos e as equações para o cálculo da variação de pressão nos escoamentos |
| Willian Froude (1810 -1879)                         |                                                                             | Desenvolveu muitas técnicas de medidas em tanques de prova e um método de conversão dos dados de resistência de onda e de camada limite do modelo para o protótipo. |
| Robert Manning (1816 – 1897)                        |                                                                             | Propôs muitas fórmulas para o cálculo da resistência em escoamentos em canal aberto |
| George Gabriel Stokes (1819 – 1903)                 |                                                                             | Derivou analiticamente várias relações importantes da Mecânica dos Fluidos, que variam desde a mecânica das ondas até a resistência viscosa nos escoamentos, particularmente a associada ao movimento de esferas num fluido                                                                                              |
| Ernst Mach (1838 – 1916)                            |                                                                             | Foi um dos pioneiros da aerodinâmica supersônica |
| Osborne Reynolds (1842 – 1912)                      |                                                                             | Descreveu experimentos originais em muitos campos: cavitação, similaridade de escoamentos em rios, resistência nos escoamentos em tubulações. Propôs dois parâmetros de similaridade para escoamentos viscosos; adaptou a equação do movimento de um fluido viscoso para as condições médias dos escoamentos turbulentos |
| John William Strutt, (1842 – 1919) o Lorde Rayleigh |                                                                             | Investigou a hidrodinâmica do colapso de bolhas, movimento das ondas, instabilidade dos jatos, analogia dos escoamentos laminares e similaridade dinâmica |
| Vincenc Strouhal (1850 - 1922)                      |                                                                             | Investigou o fenômeno das "cordas vibrantes" |
| Edgar Buckingham (1867 - 1940)                      |                                                                             | Estimulou o interesse na utilização da análise dimensional nos Estados Unidos da América |
| Moritz Weber (1871 – 1951)                          |                                                                             | Enfatizou a utilização dos princípios da similaridade nos estudos dos escoamentos dos fluidos e formulou um parâmetro para a similaridade capilar |
| Ludwig Prandtl (1875 – 1953)                        |                                                                             | Introduziu o conceito de camada limite. É considerado o fundador da Mecânica dos Fluidos moderna |
| Lewis Ferry Moody (1880 – 1953)                     |                                                                             | Propôs muitas inovações nas máquinas hidráulicas e um método para correlacionar os dados de resistência ao escoamento em dutos, o qual é utilizado até hoje |
| Theodore Von Karman (1881 – 1963)                   |                                                                             | Foi um dos maiores expoentes da Mecânica dos Fluidos do séc. XX. Contribuiu de modo significativo para o conhecimento da resistência superficial, turbulência e fenômeno da esteira |
| Paul Richard Heinrich Blasius (1883 – 1970)         |                                                                             | Foi aluno de Prandtl e obteve a solução analítica das equações da camada-limite. Também demonstrou que a resistência ao escoamento em tubos está relacionada ao número de Reynolds |

## Teoria
Os fluidos respeitam a conservação de massa, quantidade de movimento ou momentum linear e momentum angular, de energia, e de entropia. A conservação de quantidade de movimento é expressa pelas equações de Navier Stokes. Estas equações são deduzidas a partir de um balanço de forças/quantidade de movimento a um volume infinitesimal de fluido, também denominado de elemento representativo de volume.
Atualmente, o estudo, análise e compreensão da fenomenologia da maior parte dos problemas em dinâmica de fluidos e em transferência de calor, como macro-áreas que compõem a dinâmica de fluidos, são desenvolvidos através da Modelagem Computacional. Nesta, um modelo matemático é desenvolvido, com base na fenomenologia do problema considerado. A partir deste modelo, geralmente um sistema de equações diferenciais parciais ou equações diferenciais ordinárias, é desenvolvido um modelo computacional ou utilizado um código computacional comercial, para a execução de simulações numéricas, em fluidodinâmica computacional, obtendo-se assim projeções temporais da solução do problema. Esta solução é condicionada às condições iniciais e condições de contorno do problema, que estabelecem as condições de evolução deste no tempo e no espaço.
A Teoria do Contínuo fundamenta a conceituação teórica que justifica a maior parte das análise em CFD (do Inglês Computational Fluid Dynamics). O fluido, um meio contínuo, é discretizado com base no modelo das partículas fluidas. Esta abstração conceitua um elemento representativo de volume (representative element of volume, REV). Neste elemento de volume, de micro ou nano dimensões, uma propriedade ou quantidade física mantem um valor médio, sob as mesmas condições, passível de reprodução em laboratório, sob as mesmas solicitações externas ao fluido. Assim uma partícula representativa de um volume de fluido, o REV, é o menor volume em que as propriedades do fluido se mantém. As moléculas de um contínuo vibram constantemente, cessando esta vibração somente no estado de repouso termodinâmico, o zero absoluto. Fisicamente em um REV o caminho médio percorrido pelas moléculas do fluido entre duas sucessivas é no mínimo da ordem de grandeza das próprias moléculas deste fluido.
Hoje em dia os modernos aviões usam um artifício para driblar a formação de vórtices nas pontas das asas, como o winglet, um pequeno leme na extremidade da asa, permitindo que pelo menos um metro e meio de asa seja aproveitada na sustentação da aeronave, que é perdida para os vórtices que se formam na sua ausência. O vórtice ocorre quando o ar mais denso que flui abaixo da asa escapa para a parte superior menos densa, prejudicando sua sustentação naquela ponta de asa. Vórtices no sentido horário surgem na ponta da asa esquerda, anti-horário na asa direita. Nos profundores não se formam vórtices, pois não há diferença entre densidades do ar nos dois lados da empenagem.
Experiências recentes dão conta de que uma superfície irregular da fuselagem, tipo "bola de golfe", com aqueles sulcos em concha, tem mais fluidodinâmica do que a mesma superfície quando plana e polida. Este efeito se verifica com as asas das aves, onde a superfície apresenta um arrasto mínimo, mesmo com a aparente irregularidade das penas.
Também se faz experiência com bordos de ataque enrugados, tais como as nadadeiras de uma baleia, com reais vantagens para as mesmas áreas quando lisas e retas, por exemplo. Em ambos os casos, diminui-se a resistência do meio e melhora a performance e o consumo de energia de empuxo.
Os navios mais rápidos hoje construídos são aqueles em que o roda de proa (chapa enformada onde convergem a quilha, as balizas reviradas e as longarinas de proa; que é a parte do navio que corta a água) possui uma longa protuberância ogival abaixo da linha d'água, que permite uma excelente hidrodinâmica ao anular a formação das ondas com outras ondas de valores contrários.

## Tipos de escoamentos
Os escoamentos podem ser classificados quanto à compressibilidade e quanto ao grau de mistura macroscópica.
Um escoamento em que a densidade do fluido varia significativamente é um escoamento compressível. Se a densidade não variar significativamente então o escoamento é incompressível.
O grau de mistura de um fluido em escoamento depende do regime de escoamento, que pode ser laminar, turbulento ou de transição.
No regime laminar, as linhas de fluxo são paralelas ao escoamento, fazendo com que o fluido escoe sem que ocorra mistura. Em um duto circular, o escoamento é laminar até um Coeficiente de Reynolds de aproximadamente 2100.
Na transição entre os regimes laminar e turbulento, percebe-se que as linhas de fluxo se tornam onduladas, o que indica que começa a haver mistura entre uma camada e outra. Para um duto circular, esse regime ocorre para um valor de Re entre 2100 e 2300.
Para valores de Re acima de 2300, têm-se regime turbulento. Nesta fase, percebe-se uma mistura entre as camadas de fluxo.

## Métodos experimentais
O escoamento de fluidos é actualmente estudado por velocimetria laser e por velocimetria por imagem de partículas.

## Abordagem computacional
A dinâmica de fluidos tem sido solicitada a fornecer soluções a problemas complexos em hidrodinâmica, projetos de edificações, aeronaves, navios e veículos espaciais, em hemodinâmica e em biofísica. Nestas áreas a obtenção e o de tratamento de soluções considera um elevado número de dados, informações e variáveis, resultando em densos sistemas de equações. A modelagem computacional propõe um conjunto de métodos e técnicas para a abordagem destes problemas.

## Leis da Hidrodinâmica
Por forma a melhor compreender a física do deslocamento de fluidos em regime não turbulento, criou-se uma série de leis, que levaram à equação de Bernoulli. O que se estabelece segundo a equação é que
{\displaystyle C=p+\rho gh+{\rho v^{2} \over 2}}
em que {\displaystyle C} é um valor relativo e constante, {\displaystyle p} é uma pressão relativa de outro ponto, {\displaystyle h} corresponde à diferença de alturas entre eles, e {\displaystyle v} à diferença de velocidades a que se encontram. A equação de Bernoulli está de certo modo relacionada com o porquê dos aviões voarem, e das garrafas de perfume expelirem líquido quando pressionadas.
O que se passa com as asas do avião é que a sua periferia é feita de tal forma que o ar que passa por cima da asa tem que percorrer um maior percurso em relação ao ar que passa por baixo da asa. Ou seja, o ar sobre a asa move-se a uma velocidade maior. Dado este fato, a equação de Bernoulli prediz que a pressão acima da asa torna-se menor que abaixo da asa e, por este motivo, a uma determinada velocidade, a diferença de pressão é suficiente grande para fazer o avião levantar voo.
O mesmo se passa no perfume: ao passar sobre a "boca" do frasco, o tubo estreita-se, sendo o ar nesse ponto obrigado a circular a uma velocidade maior. Assim, isso cria uma variação de pressão que empurra o perfume para a sua superfície, sendo depois disparado para o ar.
As equações de Bernoulli não possuem aplicação soberana na mecânica dos fluidos. As complexas Equações de Navier-Stokes são também utilizadas na análise da Mecânica dos fluidos.
Elas são não-lineares e com uma infinidade de soluções não-analíticas, ou seja, somente obtidas com aporte computacional. São equações que relacionam densidade dos fluidos, acelerações, variação de pressão, viscosidade e gradientes de velocidade.
Contudo, estas equações podem aproximar boas soluções algébricas quando feitas as devidas aproximações. Assumir, por exemplo, que o fluido é incompressível e sem viscosidade (idealização) faz com que estas equações sejam simplificadas e permitem soluções mais simples.